# Frank C. Partridge

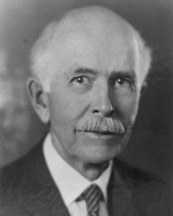
Frank C. Partridge

Frank Charles Partridge (* 7. Mai 1861 in Middlebury, Addison County, Vermont; † 2. März 1943 in Proctor, Vermont) war ein US-amerikanischer Politiker (Republikanische Partei), der den Bundesstaat Vermont im US-Senat vertrat.
Nach dem Besuch der öffentlichen Schulen machte Frank Partridge 1882 seinen Abschluss am Amherst College; zwei Jahre später folgte das juristische Examen an der Law School der Columbia University in New York. Er wurde 1885 in die Anwaltskammer aufgenommen und praktizierte danach zunächst in Rutland. Im folgenden Jahr zog er nach Proctor und betätigte sich dort in der Marmorindustrie.
Politisch war Partridge zunächst auf lokaler Ebene als Stadtschreiber (Town clerk) und Mitglied des Schulausschusses von Proctor aktiv. Ab 1889 stand er dann in Diensten der Bundesregierung: zunächst als Privatsekretär von US-Kriegsminister Redfield Proctor, dem ehemaligen Gouverneur von Vermont, von 1890 bis 1893 dann als Solicitor beim Außenministerium. In der Folge schlug er eine Laufbahn als Diplomat ein und wurde Gesandter in Venezuela (1893–1894) sowie Generalkonsul in Tanger (1897–1898).
Nach seiner Rückkehr in die Vereinigten Staaten wurde Frank Partridge in den Senat von Vermont gewählt, dem er zwischen 1898 und 1900 angehörte. Von 1906 bis 1923 war er Mitglied im Leitungsgremium (Executive council) der Amerikanischen Gesellschaft für internationales Recht. 1909 stand er einer Kommission vor, die Ergänzungen zur Verfassung von Vermont erörtern sollte. Während des Ersten Weltkrieges arbeitete er von 1917 bis 1919 im Committee of public safety von Vermont mit.
1923 nahm Partridge als US-Delegierter an der 5. Panamerika-Konferenz in Santiago de Chile teil. Weitere Ämter auf Staatsebene schlossen sich an, ehe er am 23. Dezember 1930 zum Nachfolger des verstorbenen US-Senators Frank L. Greene ernannt wurde. Er bewarb sich auch um die Nominierung seiner Partei für die Nachwahl zu diesem Mandat, unterlag dabei aber Warren Austin, der auch die folgende Wahl für sich entschied und somit Partridge am 31. März 1931 bereits wieder als Senator ablöste. Dieser zog sich daraufhin aus der Politik zurück und ging seinen privaten Geschäften nach.